# Borsalino (film)
Pour les articles homonymes, voir Borsalino.
Série
Borsalino and Co.
(1974)
Pour plus de détails, voir Fiche technique et Distribution.
Borsalino est un film policier franco-italien réalisé par Jacques Deray et sorti en 1970. Il s'agit d'une adaptation du roman Bandits à Marseille d'Eugène Saccomano.
Le film raconte les aventures de deux jeunes voyous qui tentent de devenir les caïds de la pègre marseillaise. Il réunit, pour la première fois en tête d'affiche, les deux acteurs vedettes du cinéma français, Alain Delon et Jean-Paul Belmondo.
Le long métrage rencontre un gros succès avec 4 710 381 spectateurs en salles et une quatrième place au box office.Il a eu une suite, Borsalino and Co. (avec Alain Delon, sans Jean-Paul Belmondo), sortie sur les écrans en 1974, qui connaît un accueil moindre au box-office.

## Synopsis

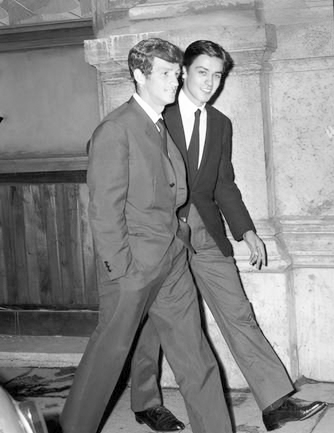
Jean-Paul Belmondo et Alain Delon (ici en 1961 à Rome).

Marseille, 1930. Roch Siffredi (interprété par Alain Delon) est un jeune voyou récemment libéré de prison. Il rend visite au patron d'un cabaret, dit « le Danseur »,(Christian de Tilière) pour retrouver sa compagne, Lola (Catherine Rouvel). Il est persuadé que le Danseur l'a donné et l'a fait envoyer en prison : il met le feu au cabaret. Il retrouve Lola sur les indications du Danseur ; celle-ci s'est entichée d'un certain François Capella (Jean-Paul Belmondo), truand lui aussi, pendant qu'il purgeait sa peine.
Après une rencontre orageuse, les deux hommes deviennent amis et s'associent. Après avoir éliminé la concurrence sur le marché du poisson pour le compte de notables peu scrupuleux, ils se rendent compte qu'ils peuvent en faire plus et décident de conquérir la ville ensemble. Dénués de scrupules et imaginatifs, ils s'attaquent à l'un des deux parrains de Marseille nommé Poli, propriétaire d'un restaurant et gérant de l'approvisionnement de Marseille en viande, le second étant Marello (Arnoldo Foà), le propriétaire d'un casino clandestin. À cause d'une fuite, l'opération de sabotage des entrepôts de viande appartenant à Poli est un échec et ils sont obligés de se retirer. Ils partent alors à la campagne pour se faire oublier, pour recruter de nouveaux membres dans leur bande, pour acheter de nouvelles armes et pour préparer leur vengeance. À leur retour, ils tuent Poli devant son restaurant à l'aide de pistolets-mitrailleurs Thompson, c'est ainsi qu'ils gagnent leur rang parmi les notables de Marseille.
Lorsque Me Rinaldi (Michel Bouquet) annonce sa candidature au poste de député, Roch Siffredi veut intervenir, car Me Rinaldi est l'avocat de Marello, désormais leur concurrent ; fait député, Rinaldi donnerait à leur rival une influence accrue. Capella conseille à Siffredi de ne rien faire pour l'instant car ils seraient les premiers soupçonnés. Or, Me Rinaldi est blessé par deux balles alors qu'il joue au tennis. Capella croit alors que Siffredi a commis cet agression sans le prévenir et lui demande des explications.

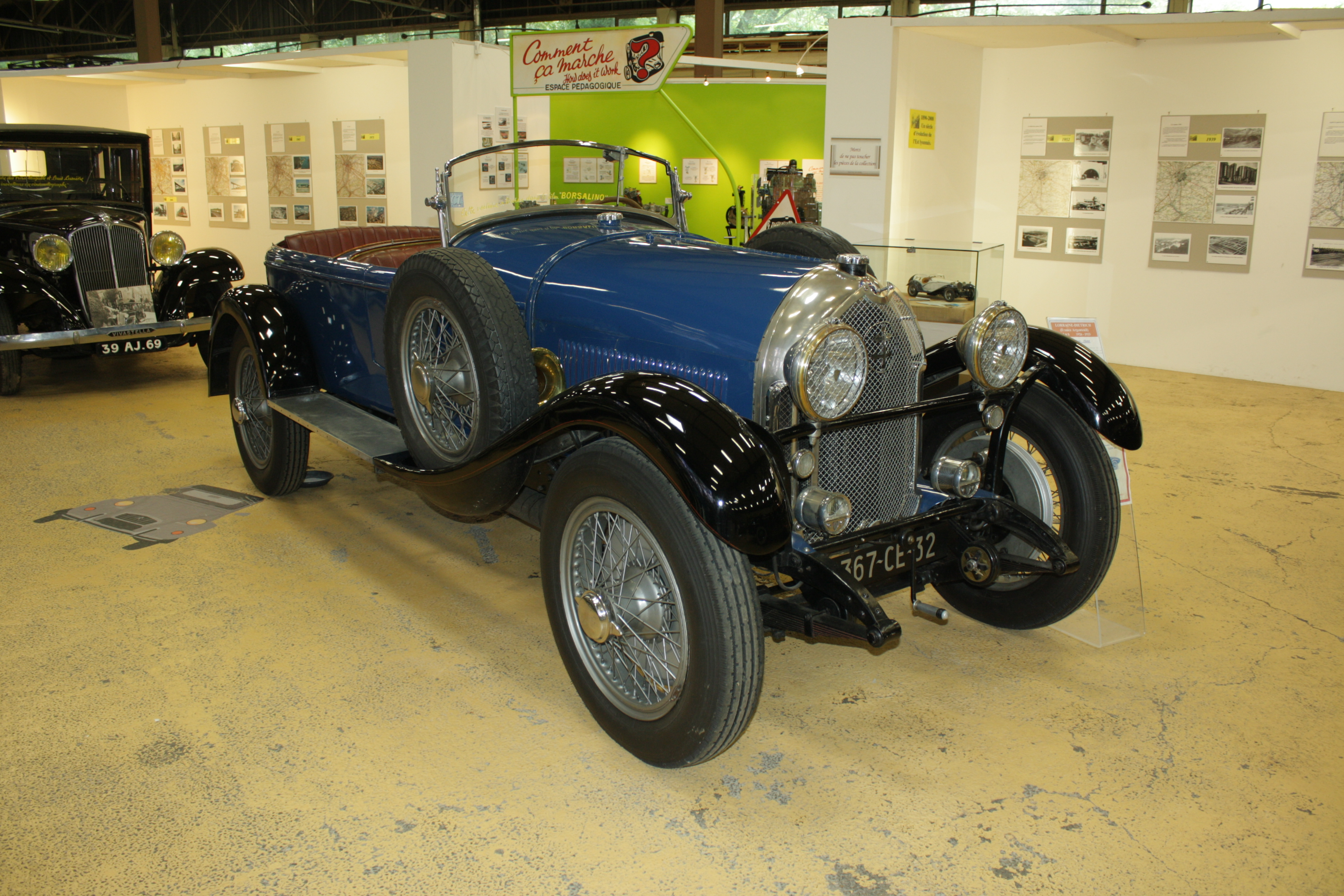
Cette Lorraine-Dietrich B3 6S apparait sur l'affiche du film

Peu de temps après, Rinaldi est assassiné à l'hôpital. Le meurtrier n'est autre que le Danseur, qui déteste Siffredi depuis l'incendie de sa boîte de nuit et qui de plus espère provoquer des règlements de compte entre les deux empires criminels, pour tirer les marrons du feu ensuite. Malheureusement pour lui, la veuve de Rinaldi l'identifie et un membre de la bande de Capella l'assassine.
Malgré cela, Marello fait tuer des proches de Capella et de Siffredi. Réconciliés, les deux amis échafaudent alors un plan audacieux. Après s'être rendus au casino de Marello, Capella doit jouer une partie pendant que Siffredi tue discrètement Marello ; au même moment, leur propre bande braquera le casino afin de semer la confusion et de leur fournir un alibi, puisqu'ils seront encore présents à l'intérieur du casino et feront partie des « otages » du gang attaquant le casino. Ce plan réussit à merveille et leur permet de prendre le contrôle total de Marseille, face à la police impuissante qui sait parfaitement qu'ils ne sont pas innocents, sans disposer d'aucune preuve pour les confondre.
Siffredi organise alors une réception pour fêter leur succès ; Capella lui annonce qu'il a décidé de quitter Marseille, car il pense qu'ils finiront inéluctablement par devenir rivaux puis par s'entretuer.
Capella quitte la réception. Siffredi, resté seul, se plonge dans ses pensées. Il en est brutalement tiré lorsqu'une rafale de pistolet-mitrailleur retentit à l'extérieur ; c'est Capella qui a été pris pour cible. La dernière scène du film montre Capella s'effondrant sous les balles, expirant dans les bras de Siffredi.

## Fiche technique
- Titre original : Borsalino
- Réalisation : Jacques Deray
- Scénario : Jean-Claude Carrière, Jean Cau, Jacques Deray et Claude Sautet, d'après le livre Bandits à Marseille d'Eugène Saccomano[3],[4],[5]
- Musique : Claude Bolling
- Photographie : Jean-Jacques Tarbès
- Montage : Paul Cayatte, Liane Morice
- Costumes : Jacques Fonteray
- Maquillage : Michel Deruelle
- Affiche : René Ferracci (France)
- Direction artistique : François de Lamothe
- Cascades : André Cagnard, Yvan Chiffre, Jean-Pierre Janic et Lionel Vitrant
- Production : Alain Delon
- Production associée : Pierre Caro
- Société de distribution : Paramount Pictures
- Budget : 14 millions de francs[6]
- Pays de production :  France,  Italie
- Langue originale : français
- Genre : policier, film de gangsters
- Durée : 126 minutes
- Dates de sortie :
  - France : 20 mars 1970
  - États-Unis : 13 août 1970
- Classification : 
  - France[7] : tous publics
  - États-Unis[8] : R (Restricted)

## Distribution
- Jean-Paul Belmondo : François Capella
- Alain Delon : Roch Siffredi
- Catherine Rouvel : Lola
- Michel Bouquet : Me Rinaldi
- Françoise Christophe : Simone Escarguel
- Corinne Marchand : Mme Rinaldi
- Nicole Calfan : Ginette
- Julien Guiomar : Simon Boccace
- Mario David : Mario
- Daniel Ivernel : le commissaire Fanti
- Arnoldo Foà : Marello
- Christian de Tillière : « Le Danseur »
- Lionel Vitrant : Fernand
- Dennis Berry : Nono
- Jean Aron : Martial Roger
- André Bollet : Poli
- Pierre Koulak : Spada
- Laura Adani : Mme Siffredi, mère de Roch
- Yvan Chiffre
- Hélène Rémy : Lydia
- Odette Piquet : une chanteuse
- Marius Laurey : l'inspecteur Teyssère
- Roland Legrain : « Le Gitan »
- Stan Dylik : « Le Sétois »
- Raoul Guylad : le second de Marello
- Jean Panisse : René
- Sylvie Lenoir : Mireille
- Maurice Auzel : Maurice, le videur
- Henri Attal : le caissier du cercle
- Philippe Castelli : le garçon d'hôtel
- Tony Roedel : un homme de Marello
- Georges Guéret : un homme de Marello
- Iska Khan : le serveur chinois
- Fransined : le garçon chez Adrien
- Jean-François Delon : l'employé du bordel
- Georges Ass : le prêtre à l'enterrement
- Roland Malet : un joueur
- Mireille Darc : une prostituée
- Claude Cerval : le 1er frère Pradel (coupé au montage)
- Albert Augier : le 2d frère Pradel (coupé au montage)
- Art Simmons : le pianiste
- Pierre Santino : un tireur au pistolet-mitrailleur

## Production

### Genèse et choix des interprètes
|                                                                       |  |                                                                |
| Alain Delon (cliché de 1969), producteur et acteur principal du film. |  | Jean-Paul Belmondo (cliché de 1971), acteur principal du film. |

La genèse de Borsalino est venue d'une discussion entre Alain Delon et Jacques Deray durant le tournage à Ramatuelle de La Piscine en août 1968,. Delon vient de lire le livre Bandits à Marseille d'Eugène Saccomano et plus particulièrement un chapitre sur Paul Carbone et François Spirito et veut en produire une adaptation cinématographique par sa société Adel Productions, dans lequel il partagerait l'affiche pour la première fois avec Jean-Paul Belmondo en vedette, eux qui s'étaient côtoyés brièvement dans une scène de Paris brûle-t-il ?, avaient tenu des rôles secondaires à leurs débuts dans Sois belle et tais-toi et étaient devenus des vedettes à la même époque, grâce à Plein Soleil pour Delon et À bout de souffle pour Belmondo,. Belmondo est contacté mais ne se prononce pas. En fait, l'acteur est intéressé par le projet mais refuse de donner son accord tant qu'il n'a pas de scénario solide entre les mains. Deray écrit avec Jean Cau et Claude Sautet trente pages du script qui seront confiées à Jean-Claude Carrière pour le scénario définitif.
Delon est satisfait du script et le soumet à Belmondo, qui accepte l’offre et signe son contrat en mars 1969,. Devant un projet d’une telle ampleur, Delon s'associe avec le studio américain Paramount Pictures pour monter le film, qui doit s'intituler Carbone et Spirito, qui est annoncé pour mars 1970 avec un budget de quatorze millions de francs. Mais le milieu marseillais tente de faire pression, le scénario évoquant également la période trouble de l'Occupation durant laquelle Carbone et Spirito ont collaboré. Personne à Marseille ne veut s'impliquer sur le projet et Deray reçoit des menaces téléphoniques. Pour apaiser les tensions, la production va quelque peu modifier le scénario qui n'évoquera pas l'Occupation ; de même, le nom des personnages et le titre du film, devenu Marseille 1930 seront modifiés. C'est Delon qui choisira le titre définitif du film, Borsalino, d'après la célèbre marque de chapeaux. Afin de reconstituer le Marseille des années 1930, Deray se plonge dans les journaux et archives d'époque et obtient l'aide du photographe Jacques Henri Lartigue, qui met à disposition ses photos de cette période.

### Tournage

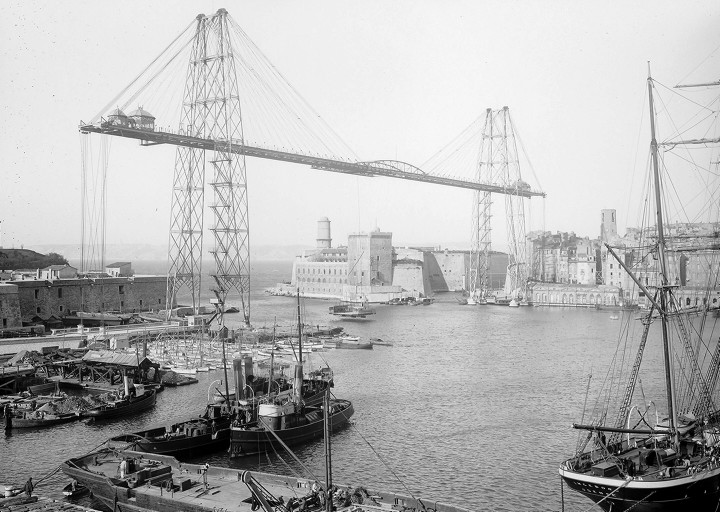
Le pont transbordeur de Marseille, vu dans le film.

Le tournage de Borsalino débute le 15 septembre 1969. Trois semaines auparavant, le budget qui est calculé en dollars est brutalement amputé de 17 %, à la suite d'une dévaluation de la monnaie, obligeant la production et les scénaristes à enlever de longs morceaux du scénario. Le patron de la Paramount, Charles Bluhdorn, récupère tous les droits du film quand Delon demande une rallonge pour terminer le long métrage. Pour reconstituer le Marseille des années 1930, la production a récupéré des automobiles d'époque et plusieurs rues de la ville ont été transformées.
L'une des premières scènes tournées est celle de la rencontre suivie de la bagarre entre Capella et Siffredi. Le cascadeur Yvan Chiffre, imposé par Delon, est chargé de coordonner la séquence. Toutefois, Deray ne s'entend pas avec Chiffre, le réalisateur n'accepte pas le passe-droit du cascadeur et insiste pour dire qu'il est le seul maître à bord. Lors d'une séance préparatoire pour la scène, Deray indique à Chiffre qu'il veut une scène similaire à celle de L'Homme tranquille entre John Wayne et Victor McLaglen, mais le cascadeur est dubitatif en raison de la morphologie de Belmondo et Delon, provoquant la colère de Deray. La scène est tournée selon le souhait du réalisateur, mais deux jours plus tard, à la suite de la projection des rushes, Chiffre dit que la scène sonne faux. Delon et Belmondo insistent pour retourner la scène selon ses indications, provoquant l'irritation du metteur en scène, mais celui-ci doit se plier aux volontés des deux stars. Après une projection de la nouvelle version, Deray reconnaît que Chiffre avait raison.
Une autre scène pose également problème, celle où l'ancien catcheur André Bollet, qui incarne le caïd Poli doit gifler Nicole Calfan, qui interprète une jeune femme s'étant entichée de Capella. Bollet devait s'arrêter à un centimètre de la joue de Calfan, mais avait peur de lui faire mal. Delon dit à Bollet de lui mettre une vraie gifle pour la scène, qui sera tournée en une seule prise, tout en prévenant la jeune actrice et en ajoutant que Belmondo et lui apporteront de la glace pour atténuer la douleur. Le tournage se poursuit dans la bonne humeur : par exemple, entre deux prises sur le port, Delon et Belmondo parient la somme de mille francs avec un gendarme, le mettant au défi de sauter dans l'eau tout habillé, ce que le militaire accepte de faire. Les deux acteurs vedettes semblent s'être bien entendus durant le tournage : d'après le maquilleur et grand ami de Belmondo, Charly Koubesserian, ils étaient en « compétition amicale ». Les prises de vues s'achèvent novembre 1969.

### Musique
La musique est confiée au compositeur Claude Bolling. Delon et Deray veulent que Bolling arrange et réenregistre des vrais airs de l'époque, mais le compositeur leur demande de lui faire confiance et de le laisser leur proposer des créations originales, comme le morceau qu'il leur fait écouter et qu'il vient d'enregistrer pour un 45 tours non encore édité. La mélodie est choisie et contribuera au succès du film (le single se vendra à plus de 60 000 exemplaires l'année de sa sortie).

## Sortie et accueil

### Accueil critique
Le film obtient un accueil critique contrasté. Le Film français note que le face à face entre les deux stars justifie le déplacement, Image et Son affirme qu'il s'agit d'un « bon petit film policier un divertissement honnête exécuté par un bon artisan, aidé en la circonstance par une équipe d'interprètes bien rodés », mais ajoute « que les spectateurs pourraient se fourvoyer bien davantage qu'à ce film commercial qui ne semble pas viser à être autre chose qu'un bon divertissement de deux heures et qui y parvient d'ailleurs sans trop de mal ».

### Box-office
Borsalino sort le 20 mars 1970 dans les salles françaises. Pour sa première semaine, il prend la seconde place du box-office français avec 182 331 entrées dans dix-sept salles derrière Le Passager de la pluie. Mais c'est la semaine suivante que le film prend son envol en prenant la tête du box-office avec 498 698 entrées dans soixante salles le diffusant, pour un cumul de 681 029 entrées. Il reste en tête du box-office durant les trois semaines qui suivent, voyant son parc de salles augmenter jusqu'à 87 salles, où il enregistre un cumul de 1 974 032 entrées depuis sa sortie. À la mi-août 1970 et alors qu'il totalise 3 438 037 entrées, Borsalino est distribué dans cent neuf salles sur l'ensemble du territoire. Le film passe une dernière semaine dans le top 30 hebdomadaire entre fin septembre et début octobre 1970 avec 3 719 949 entrées enregistrées en vingt-huit semaines d'exploitation en salles, mais y revient brièvement à la trentième semaine avec 3,8 millions d'entrées cumulées et en trente-troisième semaine avec près de 3,9 millions d'entrées. Entre le 20 mars et le 31 décembre 1970, Borsalino enregistre un score de 3 940 857 entrées.
| Semaine | Semaine                              | Rang | Entrées | Cumul             | Salles | no 1 du box-office hebdo.                                         |
| ------- | ------------------------------------ | ---- | ------- | ----------------- | ------ | ----------------------------------------------------------------- |
| 1       | du 18 mars au 24 mars 1970           | 2    | 182 331 | 182 331 entrées   | 17     | Le Passager de la pluie                                           |
| 2       | du 25 mars au 31 mars 1970           | 1    | 498 698 | 681 029 entrées   | 60     | Borsalino                                                         |
| 3       | du 1er avril au 7 avril 1970         | 1    | 392 667 | 1 073 696 entrées | 73     | Borsalino                                                         |
| 4       | du 8 avril au 14 avril 1970          | 1    | 369 019 | 1 442 715 entrées | 78     | Borsalino                                                         |
| 5       | du 15 avril au 21 avril 1970         | 1    | 287 552 | 1 730 267 entrées | 84     | Borsalino                                                         |
| 6       | du 22 avril au 28 avril 1970         | 1    | 243 765 | 1 974 032 entrées | 87     | Borsalino                                                         |
| 7       | du 29 avril au 5 mai 1970            | 2    | 233 139 | 2 207 171 entrées | 77     | Elle boit pas, elle fume pas, elle drague pas, mais… elle cause ! |
| 8       | du 6 mai au 12 mai 1970              | 4    | 189 581 | 2 396 752 entrées | 77     | Elle boit pas, elle fume pas, elle drague pas, mais… elle cause ! |
| 9       | du 13 mai au 19 mai 1970             | 3    | 184 084 | 2 580 836 entrées | 94     | L'Aveu                                                            |
| 10      | du 20 mai au 26 mai 1970             | 3    | 114 833 | 2 695 669 entrées | 86     | L'Aveu                                                            |
| 11      | du 27 mai au 2 juin 1970             | 4    | 110 880 | 2 806 549 entrées | 87     | L'Aveu                                                            |
| 12      | du 3 juin au 9 juin 1970             | 4    | 74 866  | 2 881 415 entrées | 86     | M*A*S*H                                                           |
| 13      | du 10 juin au 16 juin 1970           | 6    | 50 198  | 2 931 613 entrées | 69     | M*A*S*H                                                           |
| 14      | du 17 juin au 23 juin 1970           | 6    | 48 130  | 2 979 743 entrées | 61     | M*A*S*H                                                           |
| 15      | du 24 juin au 30 juin 1970           | 2    | 89 065  | 3 068 808 entrées | 62     | M*A*S*H                                                           |
| 16      | du 1er juillet au 7 juillet 1970     | 2    | 67 967  | 3 136 775 entrées | 71     | M*A*S*H                                                           |
| 17      | du 8 juillet au 14 juillet 1970      | 6    | 38 530  | 3 175 305 entrées | 56     | M*A*S*H                                                           |
| 18      | du 15 juillet au 21 juillet 1970     | 4    | 58 150  | 3 233 455 entrées | 84     | M*A*S*H                                                           |
| 19      | du 22 juillet au 28 juillet 1970     | 4    | 56 011  | 3 289 466 entrées | 82     | M*A*S*H                                                           |
| 20      | du 29 juillet au 4 août 1970         | 12   | 21 673  | 3 311 139 entrées | 38     | M*A*S*H                                                           |
| 21      | du 5 août au 11 août 1970            | 5    | 50 166  | 3 361 305 entrées | 71     | Il était une fois dans l'Ouest                                    |
| 22      | du 12 août au 18 août 1970           | 3    | 76 732  | 3 438 037 entrées | 109    | Il était une fois dans l'Ouest                                    |
| 23      | du 19 août au 25 août 1970           | 7    | 51 133  | 3 489 170 entrées | 82     | Il était une fois dans l'Ouest                                    |
| 24      | du 26 août au 1er septembre 1970     | 7    | 42 119  | 3 531 289 entrées | 64     | Il était une fois dans l'Ouest                                    |
| 25      | du 2 septembre au 8 septembre 1970   | 8    | 49 152  | 3 580 441 entrées | 64     | La Fabuleuse histoire de Mickey                                   |
| 26      | du 9 septembre au 15 septembre 1970  | 11   | 41 755  | 3 622 196 entrées | 61     | M*A*S*H                                                           |
| 27      | du 16 septembre au 22 septembre 1970 | 15   | 34 033  | 3 656 229 entrées | 50     | M*A*S*H                                                           |
| 28      | du 23 septembre au 29 septembre 1970 | 17   | 32 535  | 3 688 764 entrées | 57     | Les Baroudeurs                                                    |
| 29      | du 30 septembre au 6 octobre 1970    | 23   | 30 675  | 3 719 439 entrées | 64     | Domicile conjugal                                                 |

Le film finit son exploitation avec un résultat de 4 710 381 entrées, ce qui est un succès considérable. La ressortie de Borsalino en 2018 totalise 927 entrées.
Le succès est relativement limité aux États-Unis avec 1 090 000 $ de recettes. En Belgique, le film engrange des recettes de 8,3 millions de francs belges, ce qui correspond à environ 130 000 spectateurs, tandis qu'en Italie, le film réunit un nombre de spectateurs compris entre 6,7 millions et plus de 7 millions,.

### Procès
Le film connaît un fort succès avec plus de quatre millions de spectateurs en France. Ce succès est entaché par un conflit juridique qui oppose Jean-Paul Belmondo et Alain Delon pour une histoire de formulation contractuelle non respectée sur l'affiche du film. « Bébel » porte l'affaire au tribunal et gagne son procès en 1972. Les contentieux autour de Borsalino ne s’arrêtent pas là. Pour une broutille – le nom de Delon crédité sur l’affiche avant celui de Bébel, contrairement à ce que stipulait le contrat – le duo artistique a viré au duel d’égos. La brouille finit au tribunal, qui donnera raison à Belmondo en 1972.
La presse de l'époque utilise cette mésentente pour broder sur la rivalité entre les deux stars, qui sert finalement le succès de Borsalino. Les deux acteurs se retrouveront vingt-huit ans plus tard pour Une chance sur deux de Patrice Leconte, dans lequel ils partagent la vedette avec Vanessa Paradis.

## Exploitations ultérieures
Pour des raisons de droits,, le film n'est pas sorti sur support vidéo VHS et Betamax et ne passait que très rarement à la télévision, la plus ancienne diffusion télévisée connue date du 14 février 1982 sur TF1 à 20 h 35. Entre 1988 et 1995, Borsalino fut diffusé quatre fois : le 1er mai 1988 sur La Cinq, le 16 décembre 1991 sur FR3, où il a été vu par 5,5 millions de téléspectateurs et 23 % de part de marché, lui permettant d'être à la seconde place des audiences le soir de sa diffusion derrière l'émission Stars 90 sur TF1, en novembre 1993 et le 8 août 1995 à 22 h 30 sur TF1. À la suite de désaccords concernant les droits d'auteur, la Paramount, détentrice des droits de production, a bloqué la diffusion à la télévision française pendant douze ans,.
Patrick Brion, présentateur du Cinéma de minuit sur France 3, aida dans les négociations, qui ont duré deux ans, entre la Paramount et les ayants droit pour un nouvel accord soit signé, permettant à France 3 d'obtenir les droits à deux diffusions télévisées,. La première des deux rediffusions de Borsalino sur France 3 après ce nouvel accord date du 4 décembre 2007 à 20 h 50, qui a fait parler en raison de la diffusion en parallèle sur TF1 du film Une chance sur deux, mettant en scène Jean-Paul Belmondo et Alain Delon, qui date de 1998, entraînant la colère de Delon dans les colonnes du Parisien de cette programmation parallèle des deux films le même jour. Borsalino a été vu par 4,3 millions de téléspectateurs, un assez bon score puisqu'il s'agit de la meilleure audience de la rentrée pour la chaîne, mais une relative déception pour Brion, compte tenu de la rareté du long-métrage, alors qu'Une chance sur deux a totalisé 5,4 millions de téléspectateurs. La deuxième rediffusion, le 4 mars 2010, a rencontré un succès moindre avec seulement 2,3 millions de téléspectateurs et 9,3 % de part de marché. La renégociation de l'accord a permis au film de sortir pour la première fois en vidéo en DVD le 19 novembre 2009,.
Peu après, le long-métrage est diffusé à plusieurs reprises, notamment deux fois sur France 3 le 11 octobre 2012 et le 28 juillet 2014, qui a réuni 1,6 million de téléspectateurs et 7% de part de marché. Il a été diffusé aussi sur les chaînes du câble et du satellite sur 13e rue et sur Paris Première.
La diffusion sur Arte le 2 décembre 2018 a été vu par 1,1 million de téléspectateurs. Borsalino a été également diffusé sur W9 (278 000 téléspectateurs le 21 avril 2019 et 908 000 téléspectateurs le 6 août 2020), sur 6ter (307 000 téléspectateurs le 18 novembre 2019)
Le 15 août 2021, 598 000 téléspectateurs ont regardé le film à la télévision sur W9 et 581 000 téléspectateurs le 9 janvier 2022 sur la même chaîne. Le 2 août 2022, Borsalino a été vu par 604 000 téléspectateurs toujours sur W9.
En vidéo, Borsalino sort pour la première fois dans une version remasterisée en DVD édition collector le 19 novembre 2009 édité par Paramount et contenant deux disques. Une édition simple avec un seul DVD est paru en juin 2010. En décembre 2018, le film ressort dans une édition restaurée en DVD et, pour la première fois en Blu-ray, que ce soit dans une édition simple ou en version deux disques.

## Distinctions
- Berlinale 1970 : en compétition pour l'Ours d'or[52]
- Prix Edgar-Allan-Poe 1971 : nomination comme meilleur scénario d'un long métrage
- Golden Globes 1971 : nomination comme meilleur film étranger

## Analyse
L'action du film peut être située vers 1931-1932, car le portrait du président de la République Paul Doumer est accroché dans la mairie de Marseille[réf. nécessaire].

## Autour du film
Le nom du personnage principal, Roch Siffredi a inspiré le nom de scène de l'acteur pornographique Rocco Siffredi.